# Ostracion meleagris
Ostracion meleagris es una especie de peces de la familia Ostraciidae en el orden de los Tetraodontiformes.

## Morfología
Los machos pueden llegar alcanzar los 25 cm de longitud total. Presenta dimorfismo sexual.

## Subespecies
- Ostracion meleagris camurum (Hawái)
- Ostracion meleagris clippertonense (Pacífico oriental)

## Alimentación
Come tunicas, poliquetos,  moluscos, copépodos y algas.

## Hábitat
Es un pez de mar de clima tropical y asociado a los  arrecifes de coral que vive entre 1-30 m de profundidad.

## Distribución geográfica
Se encuentra desde el África Oriental hasta México, el sur del Japón, las Hawái, Nueva Caledonia y Tuamotu.